# Les Essarts (Loir i Cher)
Les Essarts és un municipi francès del departament del Loir i Cher la regió del Centre - Vall del Loira.